# Rohan Wight
Rohan Wight (Adelaide, 30 de janeiro de 1997) é um desportista australiano que compete no ciclismo na modalidade de pista. Ganhou uma medalha de ouro no Campeonato Mundial de Ciclismo em Pista de 2017, na prova de perseguição por equipas.

## Medalheiro internacional
| Campeonato Mundial | Campeonato Mundial | Campeonato Mundial | Campeonato Mundial      |
| Ano                | Lugar              | Medalha            | Competição              |
| ------------------ | ------------------ | ------------------ | ----------------------- |
| 2017               | Hong Kong ( China) | Medalha de ouro    | Perseguição por equipas |